# Lucey (Côte-d’Or)
Lucey település Franciaországban, Côte-d’Or megyében. Lakosainak száma 56 fő (2022. január 1.). Lucey La Chaume, Faverolles-lès-Lucey, Les Goulles, Gurgy-la-Ville, Gurgy-le-Château és Leuglay községekkel határos.

## Népesség
A település népességének változása:
| Lakosok száma | 78   | 73   | 55   | 57   | 58   | 60   | 60   | 58   | 57   | 56   |
|               | 1968 | 1982 | 1990 | 2006 | 2013 | 2015 | 2017 | 2019 | 2020 | 2022 |